# Sabine Fischer (Politikwissenschaftlerin)

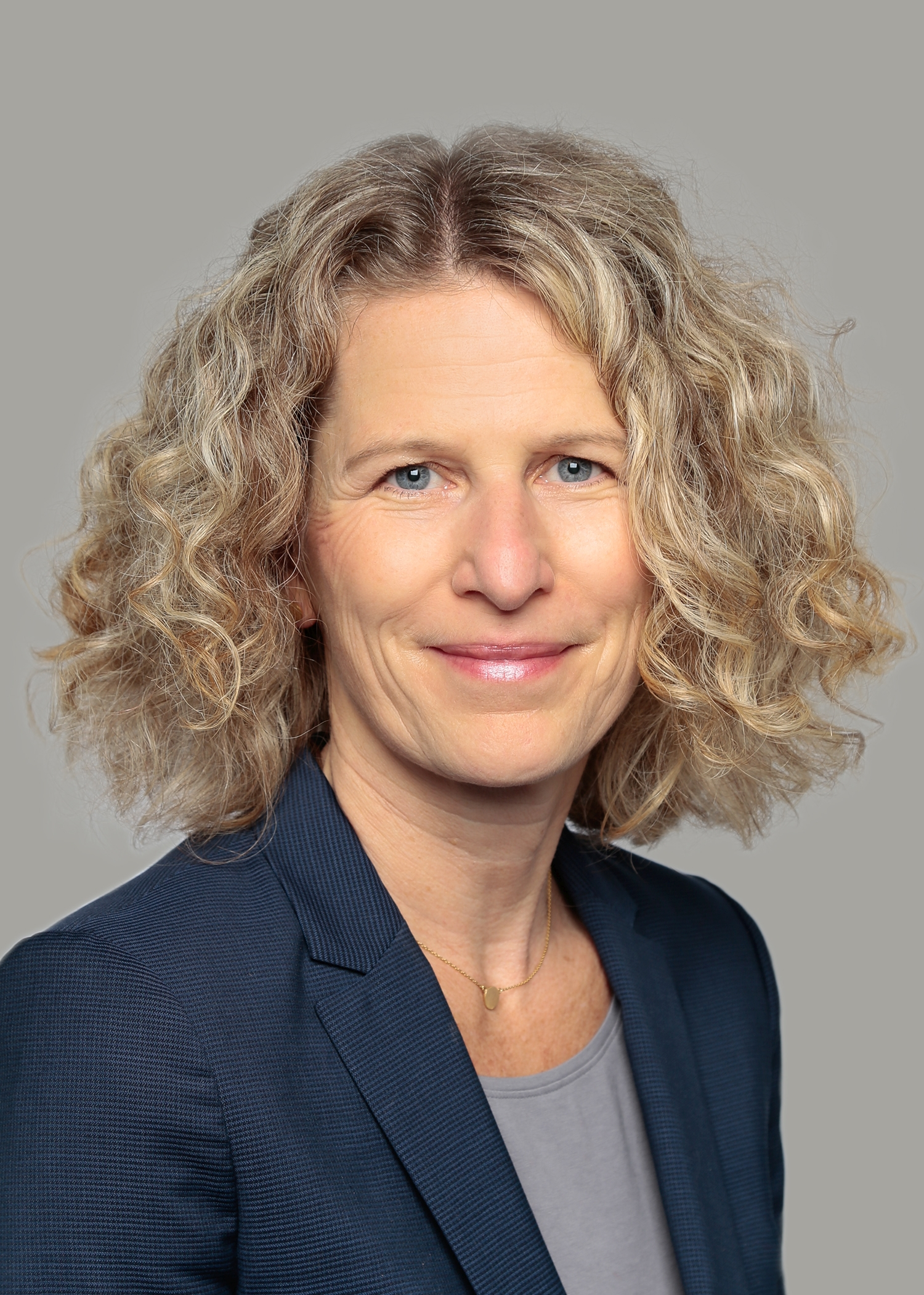
Sabine Fischer 2021

Sabine Fischer (* 1969) ist eine deutsche Politikwissenschaftlerin. Sie arbeitet derzeit in der Stiftung Wissenschaft und Politik (SWP) in Berlin als Spezialistin auf den Gebieten „Russische Außen- und Sicherheitspolitik, EU-Russland Beziehungen, ungelöste Konflikte in der Östlichen Nachbarschaft der EU sowie regionale Beziehungen in Osteuropa und Eurasien“. Sie veröffentlichte mehrere Bücher, Artikel und Studien zu ihrem Kernthema Osteuropa. Sie berät in dieser Funktion die deutsche Bundesregierung. Sabine Fischers Expertise wurde und wird häufig in Interviews und Fernsehauftritten insbesondere während des russischen Überfalls auf die Ukraine gefragt.

## Leben und Werk
Sabine Fischer promovierte 2002 mit einer Arbeit über Russlands Westpolitik in der Krise 1992-2000. Eine konstruktivistische Untersuchung an der Johann Wolfgang Goethe-Universität Frankfurt am Main.
Sabine Fischer arbeitete von 1997 bis 2006 zunächst an der Hessischen Stiftung Friedens- und Konfliktforschung, dann am Mannheimer Zentrum für Europäische Sozialforschung, sowie für das Osteuropa-Institut der Freien Universität Berlin. Von 2007 bis 2012 wirkte sie als Research Fellow am European Union Institute for Security Studies in Paris. Von 2012 bis 2018 war sie als Leiterin der Forschungsgruppe Osteuropa und Eurasien bei der Stiftung Wissenschaft und Politik in Berlin tätig. Im Mai 2015 war sie als Visiting Fellow am Carnegie Moscow Center in Moskau tätig. Von 2012 bis 2018 war Sabine Fischer Teamleiterin im Projekt „Public Diplomacy. EU and Russia“ in Zusammenarbeit mit dem Goethe-Institut in Moskau. Seit Mai 2021 wirkt Sabine Fischer als Senior Fellow der Forschungsgruppe Osteuropa und Eurasien der Stiftung Wissenschaft und Politik.
Sabine Fischer ist seit 2014 Mitglied des Vorstands der Deutschen Gesellschaft für Osteuropakunde e. V. (DGO) und seit 2021 deren Geschäftsführende Vorständin. Ab 2015 war sie Mitglied des Petersburger Dialogs e. V., seit ist sie 2016 Member of the Advisory Board des „FES Regional Office for Cooperation and Peace in Europe“ der Friedrich Ebert Stiftung in Wien, seit 2017 Mitglied des wissenschaftlichen Beirats der von mehreren deutschen Osteuropainstituten (Universität Bremen, Deutsche Gesellschaft für Osteuropakunde, Leibniz-Institut) herausgegebenen  Russland-Analysen und seit 2021 ist sie Mitglied des Fachbeirats Europa/Transatlantik der Heinrich-Böll-Stiftung.